# Вадбольское княжество
Вадбо́льское кня́жество — русское удельное княжество под управлением одной из ветвей династии Рюриковичей.

## История
Небольшое феодальное владение, выделившееся из Белозерского княжества в начале XV века. Досталось в управление среднему сыну белозерского князя Андрея Юрьевича Ивану. Он, XVIII колено от Рюрика, получил в удел волость Вадболу и стал родоначальником князей Вадбольских, которые в дальнейшем стали служить в Москве стряпчими, стольниками, воеводами и владели поместьями в центральных уездах Русского государства.